# Processa australiensis
Processa australiensis is een garnalensoort uit de familie van de Processidae. De wetenschappelijke naam van de soort is voor het eerst geldig gepubliceerd in 1907 door Baker.